# Costa de Almería

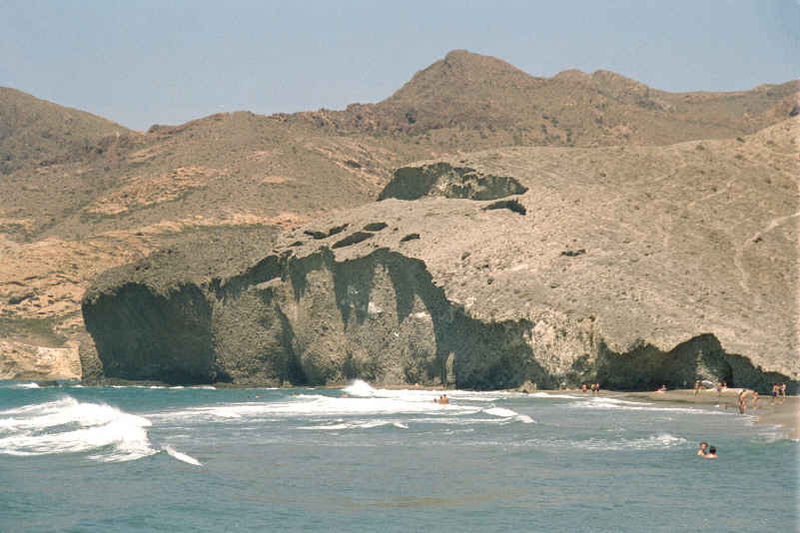
Playa de Mónsul, en el parque natural de Cabo de Gata-Níjar.

Costa de Almería es la denominación turística que recibe la franja litoral de la provincia de Almería, España, una extensión de territorio que abarca 249 kilómetros y 13 municipios: desde Pulpí, en el límite con la provincia murciana, hasta Adra, que limita con la provincia de Granada.
Se sitúa entre la Costa Cálida de Murcia y la Costa Granadina.

## Toponimia
El 16 de febrero de 1928 el empresario turístico Rodolfo Lussnigg empleó la denominación Costa del Sol para promocionar con folletos y en prensa internacional la costa andaluza aprovechando las Exposiciones Internacionales e Iberoamericanas de Sevilla y Barcelona, así como más tarde en la de París. Desde 1909 era el propietario del desaparecido Hotel Simón del paseo de Almería y acuñó la frase "Almería, donde el sol pasa el invierno".
Hoy en día hay una marca exclusiva para la provincia de Almería que es Costa de Almería. Costa del Sol ha pasado denominar la franja litoral de la provincia de Málaga.

## Símbolo
El símbolo Costa de Almería se basa en una imagen moderna del indalo.

## Comarcas y municipios costeros
Los municipios que forman la Costa de Almería quedan dentro de tres comarcas almerienses:
- Levante Almeriense, al este de la provincia, lindando con Murcia. Las playas del Levante Almeriense se reparten entre los municipios de Carboneras, Mojácar, Garrucha, Vera, Cuevas del Almanzora y Pulpí.
- Comarca Metropolitana de Almería: las playas dentro de esta comarca se sitúan en la bahía de Almería (en la capital de la provincia) y en el municipio de Níjar, que incluye gran parte de las playas del parque natural de Cabo de Gata-Níjar.
- Poniente Almeriense: Esta comarca se encuentra en el suroeste de la provincia, lindando con Granada, y sus playas quedan dentro de los municipios de Adra, Balanegra, El Ejido (incluyendo Almerimar), Roquetas de Mar y Enix.

## Listado de playas

### Poniente Almeriense
| - Playa de la Juana - Playa de la Alcazaba - Playa de Guainos - Playa de Cala Junco - Playa del Lance de la Virgen - Playa de la Gaviota - Playa de la Caracola - Playa de Poniente - Playa de San Nicolás - Playa de Censo - Playa de La Habana - Playa de Balanegra - Playa de Balerma - Playa de Piedra del Moro - Playa de Los Baños o Guardias Viejas - Playa de Almerimar o San Miguel Poniente - Playa de Almerimar o San Miguel Levante - Playa de Punta Entinas - Playa de Cerrillos | - Playa de Aguadulce - Playa de El Rompillo o Los Bajos - Playa de Las Salinas o Los Baños - Playa de La Romanilla - Playa de La Bajadilla - Playa de la urbanización Roquetas de Mar - Playa Serena - Playa del Palmer |

### Bahía de Almería
| - Playa del paseo de la Ribera - Playa del delta del Andarax - Playa de la Garrofa - Playa de San Telmo - Playa de las Olas - Playa de San Miguel, Zapillo o Las Conchas - Playa de Nueva Almería - Playa del Bobar o La Cañada - Playa de Costacabana - Playa del Perdigal o Alquián - Playa del Toyo - Playa de Retamar - Playa de Torregarcía - Playa de las Amoladeras - Playa del Charco - Playa de San Miguel de Cabo de Gata - Playa de las Salinas de Cabo de Gata - Playa de la Almadraba de Monteleva - Playa de la Fabriquilla | - Playa de la Fabriquilla - Cala del Corralete - Fondeadero de Cabo de Gata - Cala Arena - Cala Rajá - Cala Carbón - Cala de la Media Luna - Playa de Mónsul - Playa del Barronal - Cala Chica - Cala del Príncipe - Cala de los Amarillos - Playa de los Genoveses - Playa de San José - Playa de Cala Higuera - Playa del Embarcadero o El Esparto - Playa del Arco o Los Escullos - Playa de Peñón Blanco o Isleta del Moro - Playa de Cala del Carnaje - Cala de la Polacra – Las Negras - Cala del Cuervo - El Playazo de Rodalquilar - Playa de Las Negras - Cala de San Pedro – Las Negras - Cala del Plomo – Agua Amarga - Cala de Enmedio – Agua Amarga - Playa de Agua Amarga (Almería) – Agua Amarga |

### Levante Almeriense
| - Playa de los Muertos - Playa de las Marinicas - Playa de Los Barquicos o Los Cocones - Playa del Ancón - Playa de la Galera - Playa del Algarrobico - Playa de las Granatillas - Playa del Sombrerico - Playa del Castillo de Macenas - Playa del Cantal - Playa de Cueva del Lobo - Playa del Descargador - Playa de la Rumina - Playa de Marina de la Torre - Playa de Garrucha o Las Escobetas - Playa de las Marinas - Playa de Puerto Rey - Playa del Playazo | - Playa de Quitapellejos o Palomares - Playa de Fábrica del Duro - Playa de Villaricos - Playa de Cala de la Dolores - Playa de Cala Invencible - Playa de Peñón Cortado - Playa de Embarcadero Viejo - Playa de Cala Cristal - Playa del Calón - Playa de Cabezo Negro - Playa de Cala Panizo - Playa de Pozo del Esparto - 1. Playa Los Nardos - 2. Playa La Entrevista - 3. Playa Calypso - 4. Playa Mar Serena - 5. Playa Mar Rabiosa - 6. Cala La Calica - 7. Cala El Rincón De Los Nidos - 8. Cala La Tía Antonia - 9. Cala El Cuartel - 10. Cala Costa Tranquila - 11. Cala El Invencible - 12. Cala La Italiana - 13. Playa Calataray - 14. Playa Las Palmeras - 15. Cala Los Cocedores |

## Turismo industrial y científico

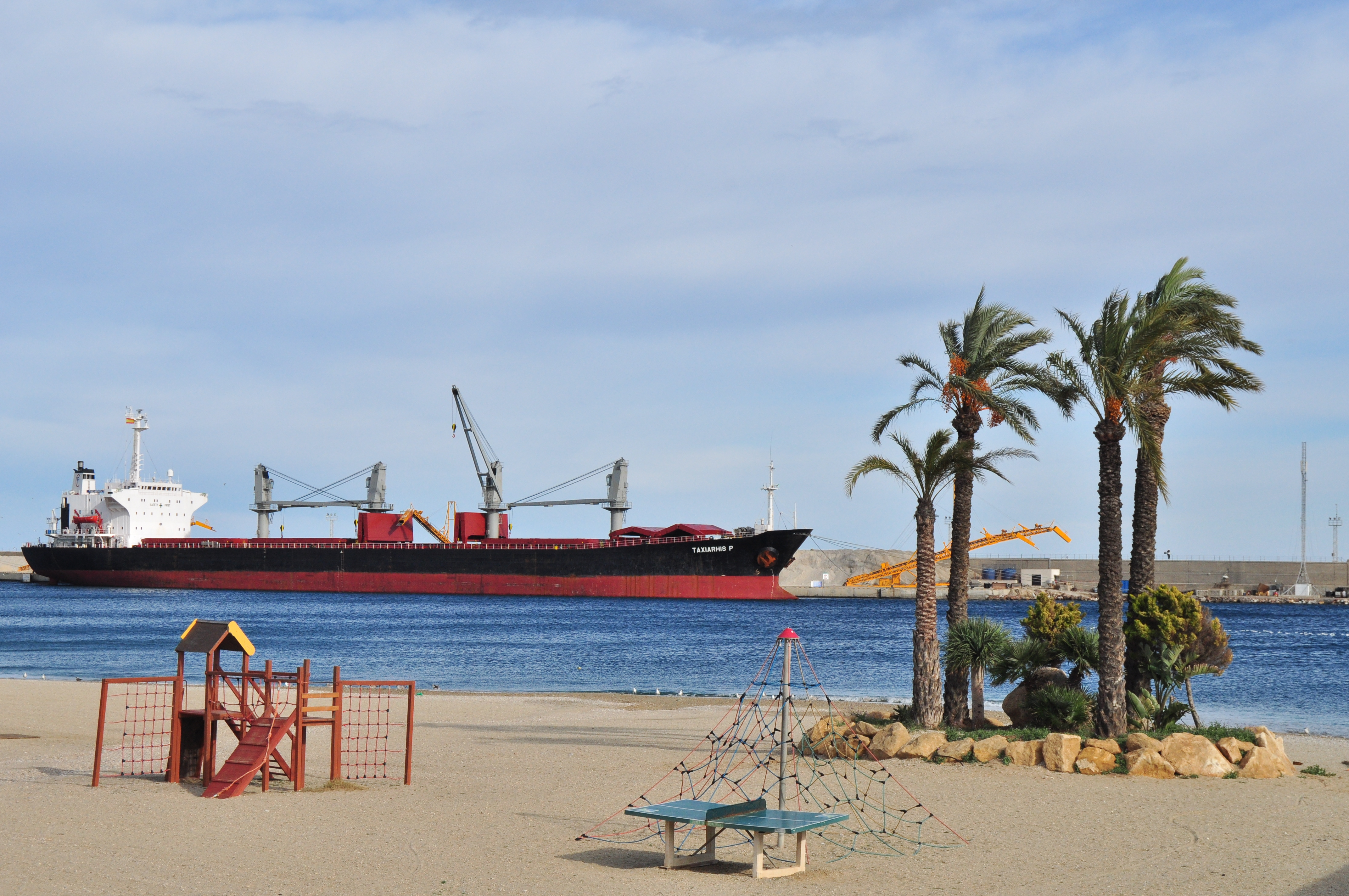
Puerto de Garrucha.

- Geoturismo en el Monumento Natural de la geoda de Pulpí.
- Turismo industrial en poblaciones con patrimonio industrial minero como Rodalquilar o Bédar.
- Turismo de la industria cinematográfica en poblaciones con producción y localizaciones.
- Turismo científico en el Centro de Visitantes de la Plataforma Solar de Tabernas.
- Astroturismo en el Observatorio Astronómico de Calar Alto
- Turismo científico en los invernaderos de producción hortofrutícola.
- Turismo científico en las poblaciones de producción de mármol de Macael.[3]

## Economía

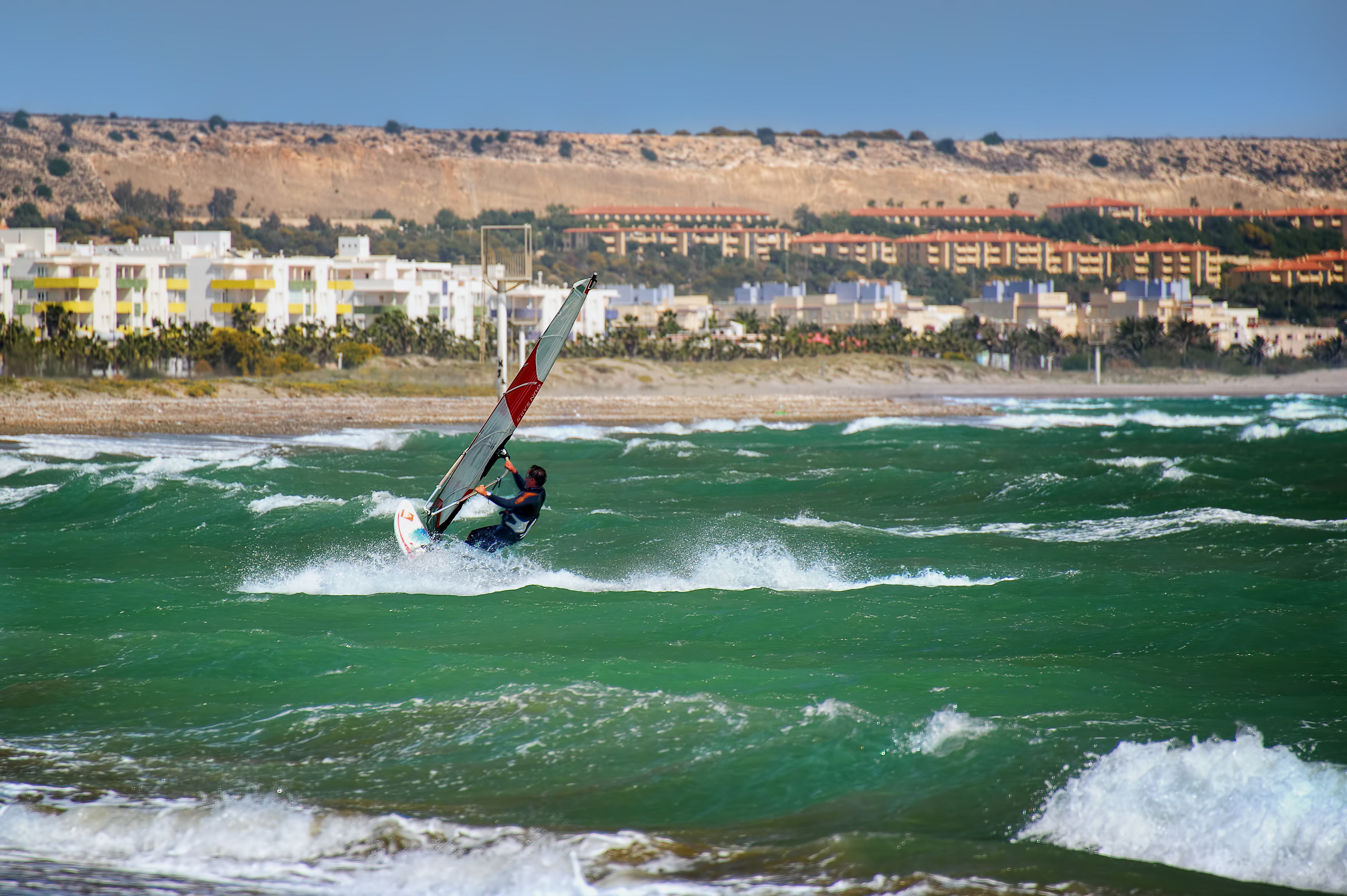
Práctica del windsurf en Almerimar.

Costa de Almería es un destino turístico maduro que después de años ininterrumpidos de crecimiento cuantitativo apuesta por el crecimiento con productos de calidad, diversificados y únicos.
De acuerdo con el Registro de Turismo de Andalucía la provincia tiene capacidad para 80.537 plazas turísticas en 2018, mientras que en 2007 tenía casi la mitad, 46.002. Se contabilizan 113 empresas de ocio y oferta complementaria mientras que en 2012 había solo 51. En 2018 generó 28.326 contratos mientras que en 2007 generaba 24.435.
De 2010 a 2018 el turismo doméstico ha crecido más de un 40% y el de otros países se ha incrementado por encima del 290%. Ha pasado de recibir 7 vuelos diarios en el Aeropuerto de Almería en temporada alta a picos de 113. La estancia media ha pasado de 3,9 días a 8,5 y el gasto medio diario ha pasado de 42 euros de 2011 a 64,73 en 2018.

## Medios de transporte
Las infraestructuras con las que cuenta son:
- Aeropuerto Internacional de Almería
- Estación Intermodal de Almería
- Puerto de Almería

### Carreteras
La A-7 recorre la franja litoral de este a oeste. La N-341 comunica con los municipios del levante como Carboneras y la AL-12 al Aeropuerto